# Can Casasayas
Can Casasayas és un conjunt de dos edificis d'estil modernista (Can Casasayas i Pensió Menorquina) situats a la Plaça del Mercat de Palma.
La projecció i construcció fou duta a terme entre els anys 1908 i 1911. L'empresari i propietari de la confiteria Frasquet, Josep Casasayas Casajuana, encarregà les tasques als arquitectes Francesc Roca Simó i Guillem Reynés Font.
Inicialment, el projecte fou pensat per a destinar-hi una pensió, però finalment esdevingué un edifici plurifamiliar. Els dos edificis estan separats pel carrer Santacília i en el seu disseny inicial es plantejà unir-los mitjançant un pas voladís. L'ajuntament denegà la construcció del pas el 1909.

## Arquitectura
Està cobert per un terrat i dues sostrades, una de piramidal damunt el xamfrà i l'altra sobre l'espai obert de les escales. L'espai interior es troba delimitat per parets mestres delimitant els diferents immobles. La distribució de les habitacions es repeteix en els tres pisos superiors i tan sols varia a la planta baixa i al soterrani. Trobam pilars a les façanes i als buits de les escales.
Per a la construcció de la façana s'emprà gres, ferro i fusta per aconseguir la màxima ondulació que caracteritza els seus murs.
Els elements decoratius són escassos, hi trobam falgueres, acants i papallones.